# Margarete Thiemann

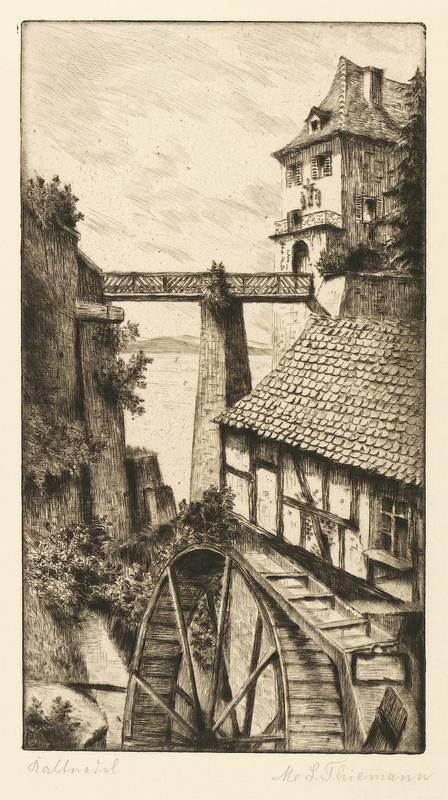
Schlossmühle und Burgtor in Meersburg. Radierung um 1930

Margarete Johanna Thiemann (* 16. März 1909 in Dachau; † 3. November 1950 ebenda) war eine deutsche Malerin.

## Leben und künstlerisches Wirken

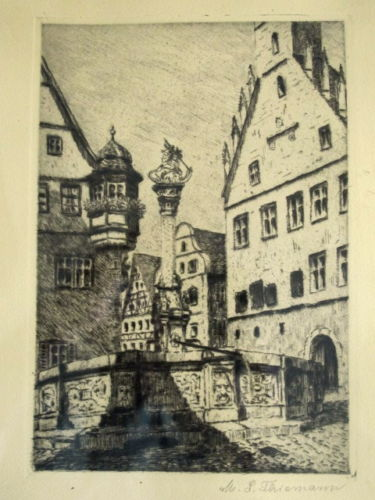
Radierung St. Georgsbrunnen Rothenburg um 1930

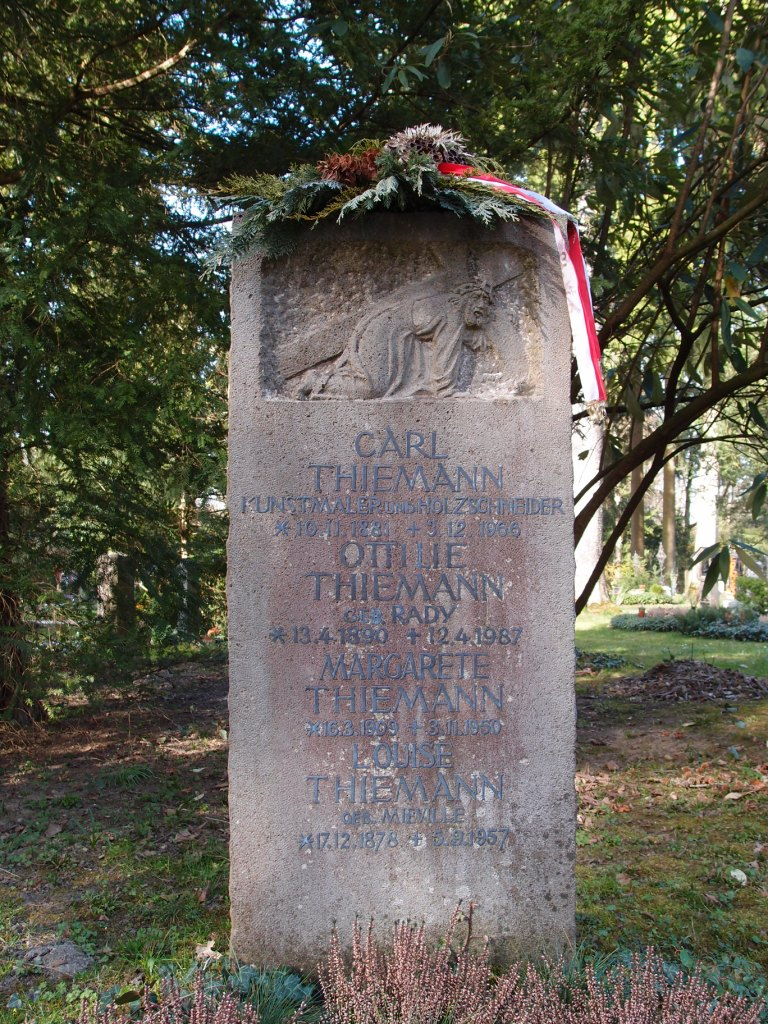
Grab der Künstlerin (einschl. Eltern), Waldfriedhof Dachau

Margarete Thiemann, genannt Gretel, war das einzige Kind des Malers und Holzschneiders Carl Thiemann und dessen aus der französischsprachigen Schweiz stammenden Ehefrau Louise Miéville. Das Mädchen war von instabiler Gesundheit. Es konnte nicht die öffentliche Schule besuchen und erhielt Privatunterricht. Schon früh zeigte sich ihre künstlerische Begabung. Und so stand bald fest, dass Margarete Thiemann Malerin werden wollte. Der Vater bestand auf eine akademische Ausbildung zur Zeichenlehrerin und Kunsterzieherin für die höheren Lehranstalten. Sie absolvierte in München das Abitur, studierte dann an der Technischen Universität und an der Akademie der Bildenden Künste. Nach erfolgreicher Ablegung der beiden Staatsexamen unterrichtete Margarete Thiemann als Studienrätin in Lindau, Aschaffenburg, Erding und vorübergehend an der Berufsschule in Dachau. 1941 musste sie sich aus gesundheitlichen Gründen aus dem Berufsleben zurückziehen:
„Sie kehrte ins Elternhaus zurück und teilte fortan das Atelier mit ihrem Vater, aber immer neue Anfälle schwerer Zuckerkrankheit unterbrachen das wenige, das sie noch tun konnte. Dabei blieb ihr Wille, sich künstlerisch auszudrücken, vollauf erhalten“ (Thiemann-Stoedtner 1981, S. 124).
Margarete Thiemann gehörte zu den jungen Künstlern, denen die Ausreifung ihrer Begabung letztlich versagt blieb. Trotzdem hinterließ sie ein bemerkenswertes Œuvre, u. a. auch viele Radierungen und Graphiken
„Rasch und mit geradezu spielender Leichtigkeit aquarellierte sie vor der Natur. Auf grobkörnigen Whatmann-Papier zauberte sie wunderschöne Blumen, oft ohne jede Vorzeichnung. Auch das Figürliche lag ihr … Als Schülerin von Professor Karl Knappe waren ihre plastischen Arbeiten ebenfalls vielversprechend“ (Thiemann o. J., S. 70).
Die Künstlerin starb am 3. November 1950 im Alter von nur 41 Jahren.

## Werke (Auswahl)
- Meersburg: Schlossmühle und Burgtor (Radierung um 1930)
- Rothenburg: St. Georgsbrunnen (Radierung um 1930)
- Wartburg (Radierung um 1940)
- Weiße Lilien (Aquarell um 1945)
- Paar in der Landschaft (Pinselzeichnung um 1938)
- Calla (Aquarell um 19590)
- Ein Hochzeitszug in Dachau (Aquarell um 1935)

## Einzelnachweis
1. ↑  https://www.grafikliebhaber.de/Meersburg-_Schlossmuehle_Burgtor-_Margarete_Thiemann-Meersburg_a_dSchlucht/topic/tyNavigationTopicID_1472/shop_art_id/102498/tpl/koenitz_detail

| Personendaten    | Personendaten                                    |
| ---------------- | ------------------------------------------------ |
| NAME             | Thiemann, Margarete                              |
| ALTERNATIVNAMEN  | Thiemann, Margarete Johanna (vollständiger Name) |
| KURZBESCHREIBUNG | deutsche Malerin                                 |
| GEBURTSDATUM     | 16. März 1909                                    |
| GEBURTSORT       | Dachau                                           |
| STERBEDATUM      | 3. November 1950                                 |
| STERBEORT        | Dachau                                           |